# Matthew Nathan
Sir Matthew Nathan (ur. 3 stycznia 1862 w Londynie, zm. 18 kwietnia 1939 w West Coker) – brytyjski żołnierz, administrator kolonialny i urzędnik państwowy. W latach 1904–1907 gubernator Hongkongu, w latach 1914-1916 wiceminister ds. Irlandii, zaś od 1920 do 1925 gubernator Queenslandu.

## Życiorys

### Młodość i kariera wojskowa
Pochodził z rodziny brytyjskich Żydów, która prowadziła interesy w Londynie. Ukończył szkołę oficerską Royal Military Academy, Woolwich, po czym trafił do wojsk inżynieryjnych British Army. Następnie kontynuował edukację w School of Military Engineering. W latach 1884–1885 służył w Sudanie, zaś w latach 1889-1894 w Indiach. W 1896 został sekretarzem Komitetu Obrony Kolonialnej, ciała koordynującego obronność wszystkich brytyjskich kolonii. W 1898 opuścił to stanowisko w stopniu majora.

### Administrator kolonialny
W 1899 został mianowany tymczasowym gubernatorem Sierra Leone. Jeszcze w tym samym roku otrzymał stanowisko pełnoprawnego gubernatora Złotego Wybrzeża. W 1903 został przeniesiony na urząd gubernatora Hongkongu, gdzie skupił się na kwestiach inwestycji oraz planowania przestrzennego. W latach 1907–1909 był gubernatorem Natalu w Afryce Południowej.

### Urzędnik państwowy
W 1909 został szefem służby cywilnej w Głównym Urzędzie Poczty, mającym wówczas status zbliżony do ministerstwa. Następnie w latach 1911-1914 kierował urzędem odpowiedzialnym za pobór podatków. Wkrótce po wybuchu I wojny światowej został wiceministrem ds. Irlandii, mającym za zadanie przygotowanie Irlandii do autonomii, którą w tym samym roku przyznał jej brytyjski parlament. Cieniem na jego urzędowaniu położyło się powstanie wielkanocne. Nathan spędził cały czas jego trwania na Zamku Dublińskim, będąc najwyższym przedstawicielem brytyjskiego rządu w ogarniętej walkami irlandzkiej stolicy. Wkrótce po stłumieniu powstania zarówno Nathan, jak i jego przełożony, minister ds. Irlandii Augustine Birrell, zostali zmuszeni do dymisji, ponieważ zarzucano im, iż nie zdołali zapobiec rozlewowi krwi. Nathan nie opuścił jednak służby państwowej, trafił jedynie na mniej eksponowane stanowisko, a ściślej na urząd szefa służby cywilnej w Ministerstwie Emerytur, gdzie pracował do 1919 roku.

### Gubernator Queenslandu
W 1920 Nathan otrzymał stanowisko gubernatora Queenslandu. Był to dość prestiżowy urząd, jednak pozbawiony realnej władzy. Początki jego urzędowania w Brisbane nie były łatwe, ponieważ rząd stanowy był rozczarowany, że gubernatorem został kolejny Brytyjczyk, gdy tymczasem miejscowe władze zdecydowanie wolały widzieć na tym urzędzie Australijczyka. Ponadto osobiste doświadczenia z Irlandii sprawiały, iż Nathan dość nieufnie odnosił się do licznej w Australii społeczności irlandzkiej. Z czasem zdołał jednak zdobyć akceptację, a nawet pewną popularność wśród ludności stanu.

### Późniejsze życie
Po zakończeniu jego kadencji w Australii, co miało miejsce w roku 1925, Nathan przeszedł na emeryturę i zamieszkał w swoim wiejskim domu w hrabstwie Somerset. Tam też zmarł w kwietniu 1939 roku, przeżywszy 77 lat.

## Odznaczenia
W 1899 otrzymał Order św. Michała i św. Jerzego klasy Kawaler. W 1902 został awansowany na Rycerza tego orderu, co pozwoliło mu dopisywać przed nazwiskiem tytuł Sir, zaś w 1908 otrzymał order po raz trzeci, w najwyższej klasie Rycerz Wielkiego Krzyża.